# WRNN-TV
WRNN-TV（チャンネル48）は、アメリカ・ニューヨーク州ニューロシェルに認可されたテレビ局で、ShopHQ提携局としてニューヨーク市エリアにサービスを提供している。ライ・ブルックを拠点とするWRNN-TVアソシエイツ（WRNN-TV Associates）の旗艦局として機能しており、本社とWRNN-TVのスタジオは、ライ・ブルックのウェストチェスター・アベニュー（Westchester Avenue）に同じ場所にある。WWOR-TV（チャンネル9）とのチャンネル共有契約を通じて、ワン・ワールド・トレード・センターの頂上にある塔からWWOR-TVのスペクトルを使用して送信する。

## 歴史

### W62AA
チャンネル62は、独立局のWNJU-TV（チャンネル47）の中継局として、コロンビア・ピクチャーズの下位部門であるスクリーン・ジェムズ・ブロードキャスティングによって1970年に設立されたW62AAによってニューヨーク都市圏で最初に使用された。これは、ニューヨーク市全域にサービスを提供する多くの中継局の1つである。1975年までに、WNJU-TVとニューヨークの主要な放送局の殆どは送信所をワールド・トレード・センターに移したが、W62AAはエンパイア・ステート・ビルディングに残り、市のさらに北と周辺地域に信号を拡大した。1982年にベル研究所（Bell Labs）が開発した携帯電話の導入により、全ての上位帯域チャンネルが携帯電話用に置き換えられる予定だった。しかし、それが起こる前に、WNJU-TVはその信号をさらに北に拡張し、バックアップとしてのW62AAを時代遅れにした。W62AAは1983年に放送を終了した。同年、ニューヨーク州キングストンにあるフルパワーのテレビ局の建設許可が、オールバニ地域のビジネスマン、エドワード・スワイヤー（Edward Swyer）が率いるグループに発行された。チャンネル62の割り当てが再び使用されるまでには2年かかった。

### WTZAとして
チャンネル62は、1985年12月15日にWTZAとしてキングストンから放送を再開した。ニューヨーク州中部ハドソン地域にサービスを提供する独立放送局としてフォーマットされた。しかし、その信号の範囲外のおかげで、WTZAは州都圏とニューヨーク市の北部郊外にもサービスを提供していた。コールレターは放送エリアを指定し、「From the Tappan Zee to Albany（タッパン・ジーからオールバニまで）」という局のスローガンとしても機能した。中部ハドソンバレー地域は、ニューヨークとオールバニ - スケネクタディ - トロイのテレビ市場の両方に近いため、独自のテレビ局を持たない国内最大の地域の1つだった。
スワイヤーのグループが所有し、WTZA-TVアソシエイツ（WTZA-TV Associates）に名前を変更したWTZAは、映画、オフネットワークの再放送、子供向け番組、広報番組で放送時間を埋める伝統的な独立局としてプログラムされていた。スポーツ番組も含まれており、主に高校と大学のコンテスト、後に陸軍フットボールの試合が含まれていた。また、元CNNエグゼクティブプロデューサーのジェリー・ハリントン（Gerry Harrington）が率いる小規模なニュースオペレーションも運営した。ニュース放送の天気部分は、ニューヨーク市とオールバニの両方の完全な予報を提供したが、WTZAはどちらの都市でも放送されていなかった。
WTZAは依然として市場で好調だったが、ニューヨーク市とオールバニの大規模な放送局による多くのシンジケート番組の権利の取得から締め出されたため、売却前に苦戦し始めていた。ニューヨーク市の市場でライセンスを取得したことも、WTZAの目的には役立たず、1990年代初頭、ニューヨーク市の放送局が領土権を主張したため、WTZAは知名度の高いシンジケート番組の殆どを失った。1993年、スワイヤーと彼のグループはWTZAをニューヨーク州ハリソンのビジネスマン、リチャード・フレンチ・ジュニア（Richard French Jr.）に売却した。フレンチはすぐにWTZAを家族経営にし、妻と3人の息子が様々な側面に関与した。長男のリチャード・フレンチ3世（Richard French III）はゼネラルマネージャーに任命され、最終的にWTZAの顔になった。

### WRNNへの移行とニューヨーク市のターゲット設定
1995年初めに、WTZAの残りの一般的なエンターテインメント番組の殆どがインフォマーシャルに置き換えられた。同年10月、コール レターがWRNN-TVに変更され、ニュース重視の運用に移行した。新しいコールサインがオンエアのスローガンである「Your Regional News Network」を兼ねているため、当初は週7日、平日は1日24 時間、ニュース番組を制作していた。その報道範囲は今やハドソンバレー地域全体を含み、ニュージャージー州とコネチカット州のニュージャージー州とニュージャージー州内の州都圏とロングアイランドにニュース支局が設置された。しかし、ニュース制作物は、フレンチ一家の本拠地であるウェストチェスター郡に傾倒し、哲学的に左に傾いていた。ゼネラルマネージャー、ニュースディレクター、毎晩の視聴者参加型トート番組のホストであるリチャード・フレンチ3世は、父親がWTZAを購入する前に、ニューヨーク州の民主党で活動していた。WRNNはオール・ニュース・チャンネルの提携局であり、そのサービスの記事を使用して全国的な報道を強化していた。
予算上の懸念により、1999年にはニュース番組が平日夕方のみに縮小された。しかし、WRNNは、1983年にW62AAが放映されて以来、今回はケーブル加入者向けではあったが、チャンネル62のWRNNがニューヨーク市全域にサービスを提供したのは初めてで、ニューヨーク市をターゲットにする時が来たと判断した。ニュージャージー州とコネチカット州の支局も閉鎖された。その後すぐに、この作戦は、5区内でのWRNNの目に見えないプロファイルにもかかわらず、以前よりもニューヨーク市のニュースに重点を置いた。無線チャンネル62の信号は、市の最北端の区であるブロンクスにかろうじて到達し、市の主要なケーブルシステム（今日のスペクトラムとオプティマムTVの前身によって運営されていた）のどちらもWRNNを放送していなかった。マンハッタンにスタジオを開設し、夕方のニュース番組をそこの低電力局で同時放送することに成功したが、それは主に地元のケーブルで必携の報道を獲得するための努力だった。

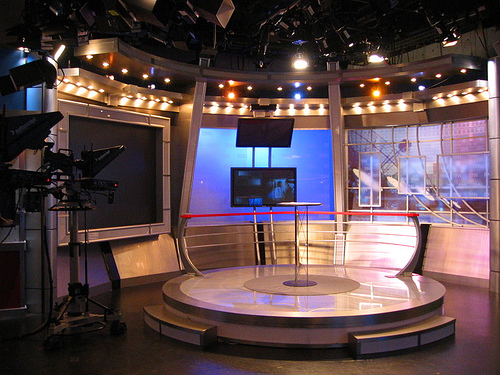
2006年7月のライ・ブルックにある、毎晩の番組に使用されるRNNのトークセット。

ニューヨーク市への移行により、主要な信号エリアの範囲が減少した。例えば、天気予報には、WRNNのライセンス地域であるキングストンの北のエリアが含まれていなかった。奇妙なことに、政治以外の分野の報道をやめてから数年後、オールバニ市場全体で必携を申請した。約2年以内に、ニューヨーク市での同時放送はなくなった。WRNNがニューヨーク市のケーブルテレビに登場し、衛星プロバイダーのディレクTVのローカル放送局パッケージの一部として登場するまでには、さらに数年かかった。2005年にライ・ブルックの村に新しいメイン スタジオ施設を開設したが、キングストンとマンハッタンの施設は維持している。
何年にもわたって、WRNNのニュース提供は変動してきた。2017年2月までに、『リチャード・フレンチ・ライブ（Richard French Live）』や日本のNHKの英語ニュース番組『NHK NEWSLINE』など、地域ニュースと国際ニュースを組み合わせて放送した。2009年6月、この地域でベライゾン・フィオスシステムによって運営されているニュースチャンネル「FiOS1」のニュース番組の制作を開始した。2019年8月、ベライゾンは、同ネットワークのニュース番組を制作するRNNとの契約を更新しないことを発表した結果、当初の予定より2日早い同年11月13日にFiOS1は運用を終了した。

### スペクトル販売;チャンネル共有契約
連邦通信委員会（FCC）の電波インセンティブオークションで、WRNNの放送スペクトルは、この過程で公に発表された最高の売却価格の1つである2億1,200万ドルで売却された。WRNNの所有者は、「オークション移行期間が終了する前に、他の誰かのタワーの場所から放送を続ける」と主張している。
2018年2月16日、FCCへの提出書類の中で、WRNNは、FOXテレビジョン・ステーションズ及びニュージャージー州セカーカスのライセンスを受けたWWOR-TV（チャンネル9）とチャンネル共有契約を締結したと述べた。WWORの信号が十分にキングストンに届かないため、WRNNはライセンス地域をニューヨーク州ニューロシェルに変更した。同年5月1日にWWORとのチャンネル共有を開始した。

### ShopHQ提携
2021年5月20日、RNNとiMedia Brandsは、RNNの殆どのテレビ局（WRNN を含む）をホームショッピング（Home shopping、通信販売）ネットワークのShopHQと提携することを発表した。WRNNは、同年6月28日にShopHQ番組編成の放送を開始した。『リチャード・フレンチ・ライブ』は、同年5月28日に最終回を放送した。フレンチは、決定は彼自身のものであり、「この番組と視聴者に相応しい時間を与え続けることはできない」と述べたが、WRNNの放送日全体をオーバーレイするShopHQ契約については言及していない。

## 過去の番組

### Newscenter Now
2007年1月、WRNNと「ジャーナルニュース」が提携して、同年3月中旬から『Newscenter Now』というタイトルの2時間の「詳細な毎日のニュース番組」を制作することが発表された。同ニュース放送はWRNNのライ・ブルックスタジオから放送され、平日の夕方17:00から19:00まで放送された。その主なアンカーは、クリスタ・ラウリ（Christa Lauri）、アンドリュー・ホイットマン（Andrew Whitman）、ステイシー・アン・グッデン（Stacy Ann Gooden）、ベン・ソセンコ（Ben Sosenko）だった。
『Newscenter Now』は、2008年9月27日の放送後に終了され、シンジケート化された番組と地元で制作された『リアル・ポリティクス・ライブ（Real Politics Live）』に置き換えられた。『Newscenter Now』という名前は、ロングアイランドを対象とした30分間のニュース放送でも使用されたが、その後スケジュールから外された。

### スポーツ
WTZAは、地元のカレッジスポーツチームの試合を放送していた。陸軍がESPNとテレビ契約を結び、全ての試合を放送する前に、以前は陸軍フットボールを放送していた（CBSで放映される陸海軍ゲームを除く）。また、以前はハドソンバレー・レネゲーズマイナーリーグベースボールホームゲームとマンハッタン・カレッジバスケットボール試合も放映されていた。1986年から1995年まで、マリスト・カレッジバスケットボールのホームゲーム全ての放送局でもあった。この間、ブライアン・ケニーは実況アナウンサーだった。

### 著名な元放送スタッフ
- ケビン・コナーズ（英語版）（現：ESPN）

- ナンシー・コージーン（英語版）

- ブライアン・ケニー（英語版）（現：MLBネットワーク）

- ジョン・パトリック（英語版）（現：WZVN-TV（英語版））

- ローランド・スミス（英語版）（退職）

- ヒラリー・ヴァン・ベンショーテン（英語版）

## 技術情報

### サブチャンネル
デジタル信号は多重化されている。
| チャンネル | 解像度 | アスペクト比 | ショートネーム | 番組編成                               |
| ---------- | ------ | ------------ | -------------- | -------------------------------------- |
| 48.1       | 1080i  | 16:9         | WRNN-HD        | ShopHQ                                 |
| 48.2       | 480i   | 16:9         | CIRCLE         | サークル                               |
| 48.3       | 480i   | 16:9         | CanalFe        | カナル・デ・ラ・フェ（スペイン語宗教） |
| 48.4       | 480i   | 16:9         | QVC2           | QVC2                                   |

2007年3月6日、WRNNは、デジタルサブチャンネル48.3で番組を放送するために、日本のアニメ番組を放送するネットワークであるファニメーション・チャンネルとの提携契約に合意した。この提携は2009年7月に終了した。同年8月の時点で、その48.2サブチャンネルを使用して、中国中央電視台（CCTV-9）の英語サービスを再放送した。2010年1月までに、別の中国ベースの英語ネットワークであるブルー・オーシャン・ネットワーク（藍海電視）に切り替えられた。
2010年3月1日、デジタルチャンネル48.2がスペイン語ネットワークのメガTVの放送を開始した。しかし、2011年8月1日、WRNNはメガTVを削除し、カタールを拠点とするアルジャジーラ・イングリッシュに置き換えた。FCCガイドラインに準拠するため、1時間のローカル番組と放送局提供のE/I番組がオフ期間に予定されていた。アルジャジーラ・イングリッシュは、2013年8月20日に、アルジャジーラ・アメリカの開始によりアメリカでの配信が停止された時に削除された。次に、チャンネルは、一次WRNNチャンネルの番組編成をミラーリングした。
2011年7月1日、WRNNは、ニューヨーク市でWEBR-CD（チャンネル17.1及び17.3）で放映されたキリスト教ベースの宗教テレビネットワークであるグローバル・クリスチャン・ネットワーク（Global Christian Network、GCN）の4番目のサブチャンネルを有効にした。番組編成の重複にもかかわらず、各放送局は技術的に異なる市場にサービスを提供しており、一般的に所有されているわけではない。GCNは第4スロットから削除され、現在使用されていない。2012年2月、日本のNHKの英語国際放送サービスであるNHKワールドを放送する5番目のサブチャンネルを有効にした。

### アナログからデジタルへの変換
2004年、FCCは、アナログUHFバンドのチャンネル52と69の間に位置するフルパワーUHF局に対して、全ての放送局が特定の資格基準を満たしている限り、初期のデジタル変換ウィンドウを開いた。テレビスペクトルのこの部分は、2009年6月の移行後、他の通信目的に再割り当てされる予定だった。 WRNNは、チャンネル62のアナログ信号を遮断し、割り当てられたデジタル周波数であるUHFチャンネル48のみで放送するためのFCC許可を申請した。FCCは2004年7月8日に要求を許可し、WRNNのアナログチャンネル62は同年後半に停波した。ただし、PSIPを使用してWRNN-TVの仮想チャンネル48をデジタルテレビ受信機に表示するために、仮想デジタルチャンネルをアナログ信号に割り当てられたチャンネル割り当てと一致させる必要があった。
2006年末にアナログからデジタルテレビへの完全な移行が暫定的に予定されていた時期に、早期のアナログシャットオフ権限が付与された。2009年6月12日に、アメリカでのフルパワーのアナログテレビ放送が終了した。

## RNNが所有する他の放送局
ここ数年、WRNNは他の市場の放送局を買収し、ネットワークの主力番組『リチャード・フレンチ・ライブ』の放送など、WRNNと同様の番組を制作してきた。

### 現在
| 市場             | 放送局  | 現在の所属 | 買収年 | 備考                                                                                      |
| ---------------- | ------- | ---------- | ------ | ----------------------------------------------------------------------------------------- |
| ロサンゼルス     | KSCI    | ShopHQ     | 2020年 |                                                                                           |
| サンフランシスコ | KCNS    | ShopHQ     | 2020年 |                                                                                           |
| ワシントンD.C.   | WMDE    | ShopHQ     | 2018年 | デラウェア州ドーバーにあるが、同局の要請でニールセンからワシントンのDMAに割り当てられた。 |
| ボストン         | WMFP    | Shop LC    | 2020年 |                                                                                           |
| ボストン         | WWDP    | ShopHQ     | 2017年 |                                                                                           |
| フィラデルフィア | WMCN-TV | ShopHQ     | 2017年 |                                                                                           |
| フィラデルフィア | WPHY-CD | 独立       | 2020年 | スケジュールの大部分はインフォマーシャルで構成されている。                                |
| フィラデルフィア | WTVE    | 独立       | 2020年 | スケジュールの大部分はインフォマーシャルで構成されている。                                |
| ダラス           | KFWD    | ShopHQ     | 2020年 |                                                                                           |
| ヒューストン     | KUBE-TV | ShopHQ     | 2020年 |                                                                                           |

### 過去に所有していたテレビ局
| 市場     | 放送局 | 現在の所属 | 買収年 | 売却年 | 備考                                             |
| -------- | ------ | ---------- | ------ | ------ | ------------------------------------------------ |
| ホノルル | KIKU   | 多文化独立 | 2020年 | 2022年 | アレン・メディア・ブロードキャスティングに売却。 |